# Антикоммунистический комитет университетских студентов Гватемалы
Антикоммунистический комитет университетских студентов Гватемалы (исп. Comite de Estudiantes Universitarios Anticomunistas de Guatemala, CEUAG) — гватемальская крайне правая антикоммунистическая студенческая организация первой половины 1950-х годов. Вела подпольную борьбу против левого правительства Хакобо Арбенса, сыграла заметную роль в его свержении 1954 года.

## Антикоммунизм ультраправых студентов
С 1945 года у власти в Гватемале находилась левая Партия революционного действия. Президентом с 1951 являлся Хакобо Арбенс, избранный при поддержке гватемальской компартии. Арбенс продолжал курс своего предшественника Хосе Аревало в более радикальном варианте. Правая оппозиция, поддерживаемая США, считала его политику просоветской и ориентированной на установление в Гватемале коммунистического режима.
Противники Арбенса консолидировались в Партии антикоммунистического единства (PUA) и подпольных антиправительственных организациях. Одна из них была основана ультраправыми студентами и выпускниками Университета Сан-Карлос в 1951 году. Она получила название Comité de Estudiantes Universitarios Anticomunistas Guatemaltecos en el Exilio (CEUAGE, Антикоммунистический комитет гватемальских университетских студентов в изгнании), затем стала известна как Comite de Estudiantes Universitarios Anticomunistas de Guatemala (CEUAG, Антикоммунистический комитет университетских студентов Гватемалы).

## Пропаганда и переворот
Костяк организации состоял из примерно пятидесяти гватемальских студентов и имел сеть молодёжной поддержки по стране. Возглавлял CEUAG секретариат из семи человек во главе с Лионелем Сисниегой Отеро (генеральный секретарь) и Марио Лопесом Вильяторо (секретарь по политическим связям). Комитет был тесно связан с PUA, другими антикоммунистическими организациями, Марио Сандовалем Аларконом и американским посольством.
Главной формой деятельности CEUAG являлась листовочная и радиопропаганда. Радиостанция Комитета La Voz de la Liberación — Голос Освобождения вещала нелегально, листовки — Бюллетень CEUAG — распространяемые в Гватемале, иногда печатались в Гондурасе и Сальвадоре. Совещания руководителей первоначально проводились в Тегусигальпе (отсюда первый вариант названия). Организация воспринималась властями как враждебная и преследовалась полицией.
Агитация CEUAG призывала к активному антикоммунистическому сопротивлению, отпору советской экспансии, центральноамериканской и студенческой солидарности. Важное место занимали разоблачения авторитаризма и коррупции арбенсовской администрации. Борьба против «коммунистического режима Арбенса» сравнивалась с испанским «Крестовым походом» Франко.
В 1954 году правительство Хакобо Арбенса было свергнуто переворотом Карлоса Кастильо Армаса при поддержке США. Будущий президент США Ричард Никсон называл это сорбытие «первым в истории свержением коммунистического режима». Марио Лопес Вильяторо находился вместе с Кастильо Армасом при его публичном выступлении.

## Продолжение в политике
Лидеры и члены CEUAG активно участвовали в гватемальской политике в качестве ультраправых деятелей. Лионель Сисниега Отеро был ближайшим сподвижником Марио Сандоваля Аларкона в Движении национального освобождения, организатором «эскадронов смерти» Mano Blanca, сподвижником генерала Риоса Монтта. Марио Лопес Вильяторо и Хосе Торон Барриос погибли в гражданской войне.
В CEUAG состоял в молодости Алехандро Мальдонадо Агирре, исполняющий обязанности президента Гватемалы с 3 сентября 2015 года.